# Вестник Академии Наук СССР
Вестник Академии Наук СССР (Вестник АН СССР) — печатный орган Президиума Академии наук СССР. Журнал выходивший 6-12 раз в год для освещения деятельности АН СССР. Публиковал хронику, статьи и доклады, представленные действительными членами и членами-корреспондентами АН СССР.
На английском языке выходили сборники некоторых статей из журнала, под названием «Herald of the Academy of Sciences of the USSR (Selected articles)».

## История
Новое руководство АН СССР было фактически назначено на заседании политбюро ЦК ВКП(б) 25 февраля 1931 года. Через неделю общее собрание академии утвердило это решение.
Журнал издавался с марта 1931 года в Ленинграде, в 1935—1991 годах — в Москве, куда переехала АН СССР.
«Вестник Академии наук СССР» после Великой отечественной войны стал выходить ежемесячно. Журнал публиковал материалы Общих собраний Академии, заседаний Президиума, статьи по актуальным направлениям науки, обзоры научных сессий, конференций и совещаний, проводимых Академией, её учреждениями и научными советами, информацию о текущей жизни АН СССР и важных событиях в жизни академий наук союзных республик. В журнале размещались сообщения о международных научных конгрессах, съездах, встречах советских и зарубежных учёных, их совместных работах. В 1971 году ежемесячный тираж журнала составлял 4400 экземпляров.
С 1992 года, после упразднения АН СССР и создания РАН журнал выходит под названием «Вестник Российской академии наук».

## Редколлегия
Главные редакторы, академики АН СССР:
- Волгин, Вячеслав Петрович (1931—1935 и 1945—1951)
- Горбунов, Николай Петрович (1936—1937)
- Комаров, Владимир Леонтьевич (1937—1945)
- Вавилов, Сергей Иванович (1945)
- Несмеянов, Александр Николаевич (1951—1953)
- Островитянов, Константин Васильевич (1953—1963)
- Кириллин, Владимир Алексеевич (1963—1965)
- Сисакян, Норайр Мартиросович (1965—1966)
- Миллионщиков, Михаил Дмитриевич (1966—1973)
- Федосеев, Пётр Николаевич (1973—1974)
- Котельников, Владимир Александрович (1974—1987)
- Макаров, Игорь Михайлович (с 1988)